# ФК „Леотар“
ФК „Леотар“ (на сръбски: Фудбалски клуб Леотар, на босненски: Fudbalski Klub Leotar), известен още като „Леотар Требине“ или просто „Леотар“, е футболен клуб в град Требине, Република Сръбска, Босна и Херцеговина.
Отборът се състезава на най-високото ниво на клубния футбол в Босна и Херцеговина. Играе домакинските си мачове на Полицейския стадион, който разполага с капацитет от 6000 места.

## История
Основан е на 1925 година. През 2003 г. печели първата си победа в Премиер лигата.
През 2003/04 участва в предварителните кръгове на Шампионската лига, като отстранява люксембургския „Гревенмахер“, и отпада от чешкия „Славия“ (Прага).

## Успехи

### Национални
- Премиер лига
  -  Шампион (1): 2002/03
- Купа на Босна и Херцеговина
  - Финалист (1): 2002/03
- Първа лига на Република Сръбска
  -  Носител (1): 2001/02
- Купа на Република Сръбска
  -  Финалист (3): 2002, 2004, 2021